# جان فرنسوا راجيس
القدّيس جان فرنسوا راجيس (31 يناير 1597 - 30 ديسمبر 1640)
وُلد راجيس في مدينة ناربون (Narbone) الفرنسيّة، من أسرة كاثوليكيّة عريقة. منذ نعومة أظافره أظهر فرنسيس صفات خاصّة امتازت بالنُّبل والوداعة، كما أظهر فورًا محبّة كبرى للعِلم، وعلى الرغم من بعض العيوب التي لا يخلو أحد منها في سنّ المراهقة، تحلّى فرنسيس بميل خاصّ لعيش الحياة المسيحيّة، وانطلاقًا من هذا الشعور دخل الرهبانيّة اليسوعيّة في بزيريس (Bezieres)، وهنا كشف له الله دعوته. وفور معرفته بإرادة الربّ بدء يمارس حياة روحيّة مليئة بالحرارة والاندفاع حتّى إنّه أثار إعجاب رؤسائه.
بعد فترة قصيرة أمضاها في أسرته انطلق إلى تولوز (Toulouse) ليبدأ فترة الابتداء. وبرزت في الابتداء مواهبه الروحيّة الكثيرة وحسّه المرهف في الحياة المشتركة. من تولوز أُرسل إلى كاهور (Cahors) حيث أبرز نذوره الأولى. ثمّ عُيّن معلّمًا للقواعد. بعد ذلك أمضى ثلاث سنوات في تورنون (Tournon) حيث درس الفلسفة، عاد بعدها إلى تولوز لدراسة اللاهوت. بعد الانتهاء من دروسه نال الرسالة المقدّسة وامتاز بعبادة خاصّة للعذراء مريم وللملاك الحارس. وعندما تفشّى مرض الطاعون، لم يلبث أن أظهر غيرة كبيرة للعناية بالمصابين بالطاعون. وبعد أن حوصر المرض وتوقّف، انطلق فرنسيس للعناية بالفقراء الذين في القرى وبهذا امتازت رسالته. وكان يجوب المناطق واعظًا حتّى جال نصف فرنسا تقريبًا. أمّا عن حياته الروحيّة فكان يُمضي أيامًا بأكملها راكعًا أمام القربان يطلب من الله الصفح عن خطاياه، ولم يكن يأكل شيءًا إلاّ بعد إرغامه على الطعام. قاد مثله الصالح هراطقة كثيرين إلى الإيمان وكفّارًا إلى التوبة.
وأفاض عليه الربّ نعم كثيرة، من بينها أنّه عرف ساعة موته. وعلى الرغم من سوء صحّته انطلق للتبشير، غير أنّ المرض اشتدّ عليه خلال الطريق فاضطرّ إلى العودة إلى بلده جارًّا نفسه جرًّا. فوصل في الرابع والعشرين من كانون الأوّل سنة ألف وستّمائة وسبعين وعلى الرغم من شدّة مرضه أراد الوعظ غير أنّ قواه خارت ولم تساعده وسقط طريح الفراش. غير أنّ فترة مرضه لم تدم طويلاً، فحصل على الأسرار المقدّسة وتراءت له العذراء مريم معزّية فأسلم الروح في الحادي والثلاثين من كانون الأوّل سنة ألف وستّمائة وأربعين وكان آنذاك لا يزال في الثاني والأربعين من عمره.
أعلنه البابا إكلمنضوس الحادي عشر طوباويًّا في الثامن من أيار سنة ألف وسبعمائة وستّة عشر، وقدّيسًا لبابا إكلمندوس الثاني عشر في الخامس من نيسان سنة ألف وسبعمائة وسبعة وثلاثين.